# مناحيم كيلنر
مناحيم كيلنر (بالإنجليزية: Menachem Kellner)‏ هو مترجم أمريكي، ولد في 1946 في ألباني في الولايات المتحدة.